# محمد الامين ولد الذهبي
محمد الامين ولد الذهبي (من مواليد 9 مايو 1966) خبير اقتصادي ووزير موريتاني كان يشغل منصب وزير المالية في حكومتيْ إسماعيل ولد الشيخ سيديا و‌محمد ولد بلال في فترة حكم الرئيس محمد ولد الغزواني، ويشغل الآن منصب محافظ البنك المركزي الموريتاني منذ شهر أبريل 2022.